# Fuchs Vilmos
Fuchs Vilmos (Lőcse, 1802. augusztus 1.– Belgrád, 1853. január 28.) vegyész, bányamérnök.

## Élete
Fuchs János Sámuel fia volt. A gimnáziumot szülővárosában és Lembergben járta. Apja halála után (1817) anyja nyolc gyermekével együtt visszatért Lőcsére. Fuchs 1819-ben gyógyszerészsegéd lett és 1826-ban gyógyszerészetet hallgatott Bécsben. Különösen a botanikát és a kémiát kedvelte, s 1829. január 17-én vegyészdoktor lett. Disszertációja a brennbergi barnakőszén vegyelemezése volt. Jaquin Frigyes báró házának rendszeres látogatója volt és dr. Kralovaszky Lászlóval együtt kiadta a Flora Schneebergensis-t, melyből öt füzet jelent meg.
1833-ban a bányászattal kezdett foglalkozni és a selmecbányai bányász akadémiát látogatta; azután Szomolnokon és 1834 végén Agordóban (Lombard–Velencei Királyság) működött. 1836 júliusában Szászkabányán bányamester lett; 1838. Szomolnokra ment bányaigazgatónak és azon év augusztusában visszatért Agordóba. 1844-ben Selmecbányán főbányaigazgató és bányatanácsos lett. 1848–1849-ben a magyar minisztériumban a magyar kohászati s pénzügyi osztály elnöke volt és a minisztériumot Debrecenbe is követte. A szabadságharc után 1851 szeptemberében a szerb kormány az ottani bányászat vezetését bízta rá. 1848. június 26-án a bécsi tudományos akadémia levelező tagjai sorába választotta.

## Munkái
- Friedrich Mohs, ein biographischer Versuch. Wien, 1843.
- Ueber den Einfluss der Gestalt des Terrains auf die Resultate barometrischer und trigonometrischer Höhenmessung der geogr. Lage eines Punktes auf der Oberfläche der Erde. Wien, 1843.
- Die Venetianer Alpen. Ein Beitrag zur Kenntniss der Hochgebirge. Mit einer geogr. Karte und Gebirgsprofilen in 18 Tafeln. Solothurn und Wien, 1844.
- Beiträge zur Lehre von Erzlagerstätten mit besonderer Berücksichtigung der österreichischen Monarchie. Mit 3 Kupfertafeln. Wien, 1846.
- Einige Bemerkungen über die Lagerungsverhältnisse der Venetianer Alpen. Wien, 1851. (Különnyomat az 1850. Sitzungsberichtekből).

### Kéziratban
- Bericht über die geognostischen Verhältnisse der Alpengegend von Agordo és Darstellung des Berg- und Hüttenwesens in Agordo (a bányászati könyvtárban)
- Geschichtliche Darstellung des ungarischen Hüttenwesens. (befejezetlen)

A szerb bányatörvény is az ő műve.
Cikkei a bécsi akadémia Sitzungsberichtejében (1850. Über einige wenig bekannte metallurgische Erscheinungen, Geschichte des ung. Hüttenwesens) jelentek meg.